# Orde van Agrarische Verdienste (Kameroen)
De Orde van Agrarische Verdienste (Frans: "Ordre du Mérite Agricole") is een moderne orde van verdienste die na de onafhankelijkheid van dat land, dat zich in 1961 van Frankrijk losmaakte, werd ingesteld. De orde werd op 30 november 1972 gesticht door president Ahmadou Ahidjo en heeft meerdere graden.
Het gaat om Commandeur, Officier en Ridder.
De president van Kameroen is grootmeester van de orde.
- Commandeur
- Officier
- Chevalier Ridder

De orde wordt toegekend voor markante verdiensten voor landbouw. Een Kameroenees of vreemdeling moet 25 jaar oud zijn en ten minste 10 jaar lang werkelijk in een publieke of voor de samenleving nuttige functie aan de landbouw hebben bijgedragen of deze hebben bevorderd.
Het reglement noemt ook vergelijkbare bijdragen aan de agrarische industrie, aan wetenschap en publicaties op agrarisch gebied.
Kameroen volgt het Franse systeem van bevorderingen en quota. Een vreemdeling moet vijf jaar in Kameroen hebben gewoond alvorens hij in de orde kan worden opgenomen. Voor diplomaten en andere niet in Kameroen residerende personen gelden geen vaste regels, in hun geval bepaalt het protocol òf en in welke graad zij in de orde worden benoemd.
Men moet Ridder alvorens men na vijf jaar worden bevorderd tot Officier. Een Officier kan na vijf jaar tot Commandeur worden bevorderd. De benoemingen en bevorderingen in de Kameroenesche orden vinden ieder jaar op 20 mei, de nationale feestdag, plaats.

## Versierselen
Het lint van de orde is egaal lichtgroen. Het versiersel kreeg de vorm van een ronde medaille.
Het versiersel is eenvoudig; het is een ronde medaille met een diameter van 38 millimeter. Op de voorzijde is vinnen een krans van palmenblad en bladeren van koffiestruiken een ploegende boer achter twee runderen afgebeeld, de keerzijde toont de woorden "Mérite Agricole" met het rondschrift "République Fédérale du Cameroun".

## Draagwijze
- De commandeurs dragen een verguld bronzen medaille met daarboven een verhoging in de vorm van een groen geëmailleerde lauwerkrans aan een lint om de hals.
- De officieren dragen een verguld bronzen medaille aan een lint met rozet op de linkerborst.
- De ridders dragen een bronzen medaille aan een lint op de linkerborst.